# 355 f.Kr.

## Händelser

### Efter plats

#### Grekland
- Kung Artaxerxes III av Persiska riket tvingar Aten att sluta en fred, som tvingar staden att lämna Mindre Asien och erkänna sina upproriska allierades självständighet.
- Kung Arkidamos III av Sparta stöder fokierna mot thebierna i det "Heliga kriget".
- Kares krigsivrande parti i Aten ersätts av ett under Eubulos som föredrar fred. Eubulos återställer Atens ekonomiska position, utan att öka skattebördan, och förbättrar den atenska flottan medan dess dockor och befästningar repareras.

## Avlidna
- Xenofon, grekisk historiker, soldat, legoknekt och beundrare av Sokrates (född 427 f.Kr.) (död detta eller nästa år)
- Eudoxos, framstående grekisk matematiker och astronom (född i Knidos 408 f.Kr.)
- Hui, kung av Liang